# Santokh Singh
Santokh Singh (en punyabí: ਸੰਤੋਖ ਸਿੰਘ, romanizado: Satōkha sigha; Selangor, Malasia británica; 22 de junio de 1952) es un exfutbolista de Malasia que jugaba en la posición de defensa.

## Carrera

### Club
Santokh jugó toda su carrera con el Selangor FA de 1972 a 1985, con el que ganó la Copa de Malasia en nueve ocasiones y fue capitán del equipo.

### Selección nacional
Santokh jugó para Malasia de 1973 a 1984 al lado de Mokhtar Dahari, Soh Chin Aun y Datuk Arumugam Rengasamy. Participó en la clasificación hacia los Juegos Olímpicos de Moscú 1980, a los que Malasia había clasificado, pero no participaron porque el país apoyó el boicot americano. Santokh jugó los Juegos Asiáticos de 1974 donde ganó la medalla de bronce, pero no jugó por una lesión durante el torneo. Ganó la medalla de oro en los Juegos del Sudeste Asiático en 1977 y 1979.
Junto a su compañero Soh Chin Aun conformaron una de las defensivas más sólidas que haya tenido Malasia. En febrero de 1999 la Confederación Asiática de Fútbol reconocío que Santokh jugó 145 partidos con la selección nacional (incluyendo la clasificación a los Juegos Olímpicos ante selecciones 'B', clubes y selecciones absolutas), 119 contra selecciones similares. Thus, Asian Football Confederation include him into the AFC Century Club in 1999. En 2004 fue introducido al Salón de la Fama del Consejo Olímpico Malayo.

## Legado
En 2011 Santokh fue honrado como Panglima Mahkota Wilayah por la Yang Dipertuan Agong de Malaysia, obteniendo el título de Datuk, durante la ocasión del Día del Territorio Federal. El mismo año, el Sultán de Selangor lo honró con la Orden del Sultán Sharafuddin Idris Shah, obteniendo el título de Dato'.
El 17 de septiembre de 2014 la revista FourFourTwo lo colocó en la lista de los mejores 25 futbolistas malayos de todos los tiempos. En 2020 el sitio Goal.com lo colocó en la selección ideal de Malasia de todos los tiempos.

## Logros

### Club
- Liga Malasia: 1

1984
- Copa de Malasia: 9

1972, 1973, 1975, 1976, 1978, 1979, 1981, 1982, 1984
- Copa Desafío de Malasia: 1

1985
- Malasia Charity Shield: 1

1985

### Selección nacional
- Juegos del Sudeste Asiático: 2

1977, 1979

### Órdenes
- Malasia :
  -  Miembro de la Orden del Defensor del Reino (AMN) (1980)[16]
- Territorios federales de Malasia :
  -  Comandante Caballero de la Orden de la Corona Territorial (PMW) - Datuk (2011)[17][18]
- Selangor :
  -  Caballero de la Orden del Sultán Sharafuddin Idris Shah (DSIS) - Dato' (2011)[19]